# Henri Gouraud (Informatiker)

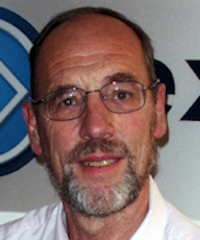
Henri Gouraud

Henri Gouraud (* 1944) ist ein französischer Informatiker und Pionier der Computergraphik, Erfinder des Gouraud Shading.
Gouraud, der aus einer Familie von Militärs stammt, besuchte die Militärschule Prytanée national militaire in La Flèche und studierte 1964 bis 1967 an der École Centrale Paris (mit dem Diplomingenieurs-Abschluss), spezialisierte sich in Informatik an der Institut Supérieur de l’Aéronautique et de l’Espace (Supaero) und war ab 1968 bei David Evans und Ivan Sutherland an der University of Utah, wo er 1971 promoviert wurde (Computer display of curved surfaces). In seiner Dissertation entwickelte er das Gouraud Shading, was er an Photos seiner Frau Sylvie demonstrierte. Nach seiner Promotion kehrte er zum Ableisten seines Militärdienstes nach Frankreich zurück, den er in einer Forschungsgruppe der französischen Luftwaffe ableistete. Danach war er 10 Jahre in der IT-Beratungsfirma Tecsi, einer Tochtergesellschaft von CIT-Alcatel, von einigen seiner ehemaligen Professoren an der Supaero gegründet. Er war kurze Zeit ab 1982 am Centre Mondial de l'Informatique, das von Jean-Jacques Servan-Schreiber geleitet wurde, und gründete 1983 mit seinem ehemaligen Studienkollegen Patrick Baudelaire und anderen die Softwarefirma für Computergraphik Tangram, die 1986 von DEC übernommen wurde. Gouraud arbeitete auch nach der Übernahme weiter bei DEC unter Leitung des Forschungsdirektors Robert Taylor. Nach der Übernahme von DEC durch Compaq verließ er die Firma und wurde Direktor am europäischen Forschungszentrum von Sun Microsystems in Grenoble, das 2004 geschlossen wurde. Danach arbeitete er unter anderem für die französische Internet-Softwarefirma Exalead.
1996 wurde er Ritter des Ordre national du Mérite.
Er ist der Großneffe des französischen Generals Henri Gouraud.

## Schriften
- Continuous shading of curved surfaces, IEEE Transactions on Computers, C-20, 1971, Heft 6, S. 623–629
- Continuous shading of curved surfaces in Rosalee Wolfe (Hrsg.) Seminal Graphics: Pioneering efforts that shaped the field, ACM Press, 1998